# Tonghaarmuts
Tonghaarmuts (Orthotrichum rogeri) is een mossoort uit het geslacht haarmuts (Orthotrichum).

## Determinatie
Tonghaarmuts is een topkapselmos dat zeer kleine pollen vormt. Ze bereikt een hoogte van ± 1 cm. Bij droog weer zijn de planten gekroesd. In het veld valt ze vooral op door de smalle tongvormige, droog gebogen bladen, het geheel kale huikje en de pas vrij laat (mei–juni) rijpende sporenkapsels met een achttal fraai oranje exostoomtanden.

## Ecologie
Tonghaarmuts is een epifytische pioniersoort op basenrijke, eutrofe tot meso-eutrofe schors van bomen en struiken. Zowel verticale, schuine als horizontale gesteltakken en stamdelen vormen geschikte substraten. De soort overleeft als pendelnomade. Tonghaarmuts wordt vooral gevonden in vochtige, jonge wilgenbossen en in jonge aanplant van zomereik. Het betreft meestal slechts een enkel polletje op een enkele tak. Op zo'n tak wordt tonghaarmuts dikwijls na enkele jaren door successie van de epifytenvegetatie snel weer verdrongen door slaapmossen zoals gesnaveld klauwtjesmos. Voor het voortbestaan van deze zeldzame pioniersoort is het dan ook van belang, dat nabij bestaande groeiplaatsen jonge bossen blijven voorkomen. Zo kan de soort zich over korte afstand hervestigen.

### Syntaxonomie
In de syntaxonomie staat tonghaarmuts te boek als kensoort voor de boomsterretje-associatie.

## Verspreiding
Het verspreidingsgebied van tonghaarmuts strekt zich uit over West- en Centraal-Europa, alhoewel er enkele zeer kleine, geheel geïsoleerde plaatsen in Azië zijn waar de soort ook is gemeld. In heel het verspreidingsgebied is tonghaarmuts zeldzaam.
In Nederland is tonghaarmuts zeer zeldzaam. Het zwaartepunt ligt alhier in Nationaal Park De Biesbosch. Het is voor het eerst in 1989 in Nederland gevonden. In 2007 was het bekend van negen atlasblokken (rond de Biesbosch, Meinerswijk bij Arnhem). Ze staat op de Nederlandse Rode Lijst in de categorie 'gevoelig'.